# 天祖神社 (足立区加平)
天祖神社（てんそじんじゃ）は、東京都足立区の神社。

## 歴史
1610年（慶長15年）に創建された。武蔵国橘樹郡稲毛領（現・神奈川県川崎市北部）に居住していた伊藤嘉兵衛が当地に移住し開拓した。開拓地（嘉兵衛新田）の産土神として天照大神を祀ったのが当社の起源である。
その後、綾瀬川改修工事で嘉兵衛新田は東西に分断された。明治以降の近代社格制度では村社に列せられ、当初の「神明宮」から「天祖神社」に改称した。
当社の氏子区域は、創建の経緯から旧嘉兵衛新田全域であったが、戦後に綾瀬川以西は稲荷神社（現・西加平神社）の氏子区域となっている。
昭和中期に行われた土地区画整理事業により、現在地に移転した。

## 境内神社
- 稲荷社
- 三峯社

## 交通アクセス
- 北綾瀬駅より徒歩7分。